# Claudiu Pândaru
Claudiu Iulian Pândaru Rugină (n. 8 mai 1981, București, România) este un jurnalist și realizator de programe de televiziune din România. El este în prezent moderatorul emisiunii „În fața ta” la Digi24 alături de Florin Negruțiu din 2016.

## Studii
A absolvit Colegiul Național „Gheorghe Șincai” din București în 2000. După ce a absolvit liceul, a făcut la Școala Superioară de Jurnalistică.

## Activitate profesională
Și-a început cariera în radio, unde mai întâi a lucrat la Radio România. Între anii 2002–2003, a lucrat la Radio Delta RFI, iar între anii 2003–2008 a lucrat ca reporter la Știrile Pro TV. A venit la Gândul în anul 2008, unde mai întâi a fost redactor-șef adjunct, iar după a fost redactor-șef al ziarului, iar mai târziu a fost director editorial al ziarului până la demisia sa în anul 2015. În paralel cu Gândul, a mai fost realizator al emisiunii „După 20 de ani” la Pro TV între anii 2008–2014. Actualmente, este moderatorul emisiunii „În fața ta” la Digi24 alături de Florin Negruțiu.
A pornit pe 16 noiembrie 2015, alături de Cristian Tudor Popescu, Florin Negruțiu și Alex Livadaru platforma independentă de opinii și analize: Republica.ro.